# Оберхаузен (Пайсенберг)
О́берхаузен (нем. Oberhausen) — община в Германии, в земле Бавария.
Подчиняется административному округу Верхняя Бавария. Входит в состав района Вайльхайм-Шонгау. Подчиняется управлению Хугльфинг. Население составляет 2103 человека (на 31 декабря 2010 года). Занимает площадь 14,91 км².